# Federica Febbo
Federica Febbo (Chieti, 13 maggio 1993) è una ginnasta italiana, membro della Nazionale di ginnastica ritmica dell'Italia.

## Carriera sportiva
Inizia a praticare ginnastica ritmica all'età di 6 anni presso la società Armonia d'Abruzzo.
Nel 2006, 2007, e 2008 diventa campionessa nazionale di categoria.
Per ben 6 anni consecutivi con la squadra della sua società vince il campionato nazionale di serie A1, mentre nel 2014 si classificano in seconda posizione.
Nel 2010, partecipa con alcune sue compagne di società, all'Aeon Cup di Tokio, competizione riservata alle società più forti del mondo.
La sua carriera internazionale comincia nel 2007, quando entra a far parte del team nazionale junior. Partecipa a diversi tornei internazionali a Prato, Udine e Spoleto. Entra però nell'olimpo della ginnastica mondiale nel 2008, quando ai Campionati europei di ginnastica ritmica 2008 a Torino, vince la medaglia di bronzo. Nello stesso anno partecipa anche agli AL Lights a Los Angeles, al Grand Prix di Mosca, alla Irina Deleanu Cup in Romania, alla World Cup di Portimão, e al Trofeo Cariprato. Agli Assoluti del 2008 conquista una bellissima medaglia d'oro nell'esercizio al nastro, piazzandosi così davanti a ginnaste molto più grandi e con esperienza maggiore rispetto alla sua, diventando una ginnasta di punta in campo nazionale.
Nel 2009 Federica inizia la sua carriera da ginnasta senior. Partecipa alla Gymnasiade 2009 a Doha, dove arriva 4º. Ottiene buoni risultati anche nel Torneo Internazionale di Udine, al Torneo Internazionale Corbeil-Essonness, e alla World Cup di Pesaro. L'opportunità di gareggiare con le ginnaste più forti d'Europa arriva, per Federica, molto presto. Al suo primo anno da senior infatti c'è la convocazione ai Campionati europei di ginnastica ritmica 2009 a Baku. Importante anche la sua partecipazione ai Campionati mondiali di ginnastica ritmica 2009 a Ise.
Nel 2010 viene scelta per partecipare ai Campionati mondiali di ginnastica ritmica 2010 a Mosca, dove si classifica in 37ª posizione. Vince la medaglia di bronzo agli assoluti, nel concorso generale, ed altri 3 bronzi alla palla, cerchio e nastro.
Anche nel 2011 si dimostra una delle ginnaste più forti d'Italia. Partecipa infatti, insieme a Julieta Cantaluppi, ai Campionati europei di ginnastica ritmica 2011 a Minsk, e ai Campionati mondiali di ginnastica ritmica 2011 a Montpellier, dove raggiunge la 28ª posizione. Diventa vice campionessa assoluta, e conquista 2 ori nelle finali di specialità al cerchio e alla palla, e 2 argenti al nastro e alle clavette.
Nel 2012 ha esordito con la partecipazione al Test Event pre-olimpico di Londra 2012, per la seconda qualificazione olimpica dove è giunta 7ª. Diventa quindi prima riserva italiana ai Giochi della XXX Olimpiade. Si riconferma vice campionessa italiana agli Assoluti, dietro a Julieta Cantaluppi, e vince 3 medaglie d'argento nelle finali di specialità al cerchio, palla e clavette, mentre al nastro si aggiudica la medaglia di bronzo.
Nel 2013 si riconferma per la terza volta vice campionessa assoluta, non partecipa però alle finali di specialità. Partecipa ai Campionati europei di ginnastica ritmica 2013 a Vienna. Viene convocata per far parte della delegazione azzurra che prenderà parte ai XVII Giochi del Mediterraneo a Mersin. Si classifica in 4ª posizione, ad un soffio dal grandino più basso del podio. Fa parte anche della delegazione azzurra alla XXVII Universiade a Kazan'.
Nel 2014 agli Assoluti vince la medaglia di bronzo nel concorso generale, e nelle finali di specialità un argento al cerchio. Nello stesso anno ha partecipato come aspirante ballerina ad Amici Casting.
Nel 2015 viene convocata, per un breve periodo, da Emanuela Maccarani al centro tecnico nazionale di Desio, per il lavoro di squadra. Partecipa poi, al programma televisivo Si può fare!.